# 科爾比·凱勒
李察·約翰·索卡二世（英語：Richard John Sawka II，1980年10月18日—），最出名被稱為科爾比·凱勒（Colby Keller），是一名美國視覺藝術家、博客作者和前色情電影演員。他於2004年在肖恩·科迪公司開始色情電影生涯，隨後擴展到包括Cocksure Men、Randy Blue、泰坦媒體、獵鷹娛樂、CockyBoys和Men.com等工作室。凱勒的電影和他多年的博客「The Big Shoe Diaries」吸引了大批粉絲。他曾獲得多個獎項的提名，並且在2013年World of Wonder授予他WOWie最佳博客獎。凱勒還出現在短片《Zolushka》和熱門電視劇《Capitol Hill》中，兩部作品都是由電影製片人韋斯·赫里製作的。
凱勒在2014年的Indiegogo活動中籌集了45,400美元，開始拍攝自己的藝術/色情項目《Colby Does America》，這是在美國各州以及加拿大幾個省份拍攝的一系列色情影片。

## 政治
凱勒是共產主義者，他把共產主義的信仰歸功於神召會的嚴格基督教養育下。
凱勒在2016年美國總統選舉投票給當勞·特朗普。

## 外部連結
- Keller's blog, Big Shoe Diaries
- Colby Keller在互联网电影资料库（IMDb）上的資料（英文）
- Colby Keller在網際網路成人電影資料庫
- 成人電影資料庫上Colby Keller的资料（英文）